# Dypsis carlsmithii
Dypsis carlsmithii är en enhjärtbladig växtart som beskrevs av John Dransfield och Marcus. Dypsis carlsmithii ingår i släktet Dypsis och familjen Arecaceae. IUCN kategoriserar arten globalt som akut hotad. Inga underarter finns listade i Catalogue of Life.